# Prugny
Prugny település Franciaországban, Aube megyében. Lakosainak száma 366 fő (2022. január 1.). Prugny Bucey-en-Othe, Laines-aux-Bois, Messon, Saint-Germain, Torvilliers és Vauchassis községekkel határos.

## Népesség
A település népessége az elmúlt években az alábbi módon változott:
| Lakosok száma | 92   | 259  | 300  | 385  | 384  | 382  | 375  | 367  | 365  | 366  |
|               | 1968 | 1982 | 1990 | 2006 | 2013 | 2015 | 2017 | 2019 | 2020 | 2022 |